# Sarıdibek, Vezirköprü
Sarıdibek là một xã thuộc huyện Vezirköprü, tỉnh Samsun, Thổ Nhĩ Kỳ. Dân số thời điểm năm 2010 là 2.93 người.